# Phare d'İnebolu
Le phare d'İnebolu (en turc : İnebolu Feneri, ou Türkeli Feneri)  est un feu côtier situé sur la rive anatolienne de la mer Noire, sur un promontoire surplombant le port d'İnebolu dans la province de Kastamonu, en Turquie.
Il est exploité et entretenu par l'Autorité de sécurité côtière (en turc : Kıyı Emniyeti Genel Müdürlüğü) du Ministère des transports et des communications.

## Histoire
Le premier phare a été construit en 1879. Le phare actuel semble de construction récente. Il surplombe le port.

## Description
Le phare  est une tour cylindrique en béton blanc, avec quatre membrures, de 9 m de haut, avec une galerie et une lanterne.
Son feu à éclats émet, à une hauteur focale de 38 m,un éclat blanc d'une seconde par période de 10 secondes. Sa portée est de 12 milles nautiques (environ 22 km).
Identifiant :ARLHS :TR-10330  - Admiralty : N5812 - NGA : 19544.

## Caractéristique dufeu maritime
Fréquence : 10 secondes (W)
- Lumière : 1 seconde
- Obscurité : 9 secondes

### Lien connexe
- Liste des phares de Turquie